# Jüdischer Friedhof (Janovice nad Úhlavou)
Koordinaten: 49° 19′ 59″ N, 13° 11′ 59″ O

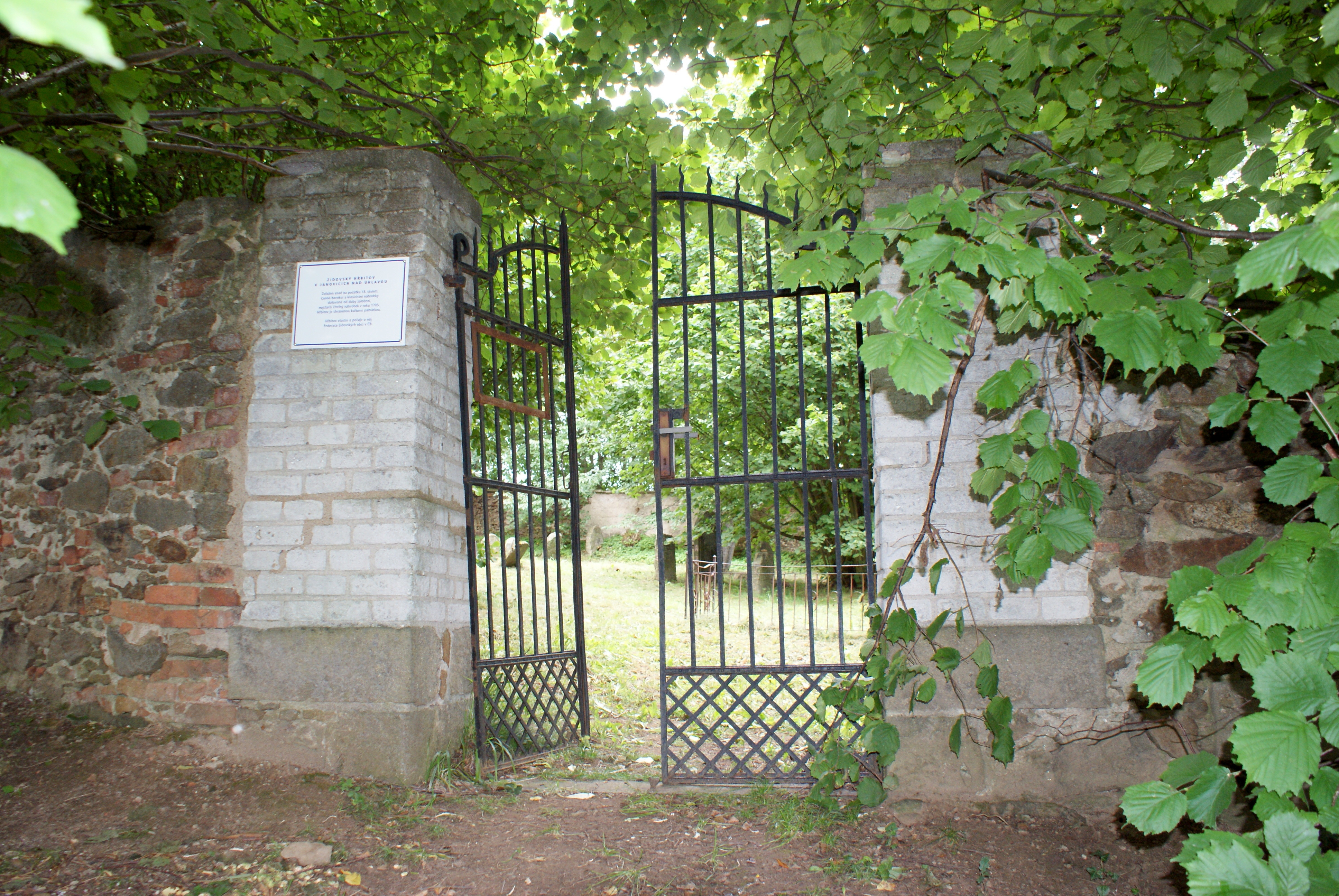
Eingang zum jüdischen Friedhofs in Janovice nad Úhlavou

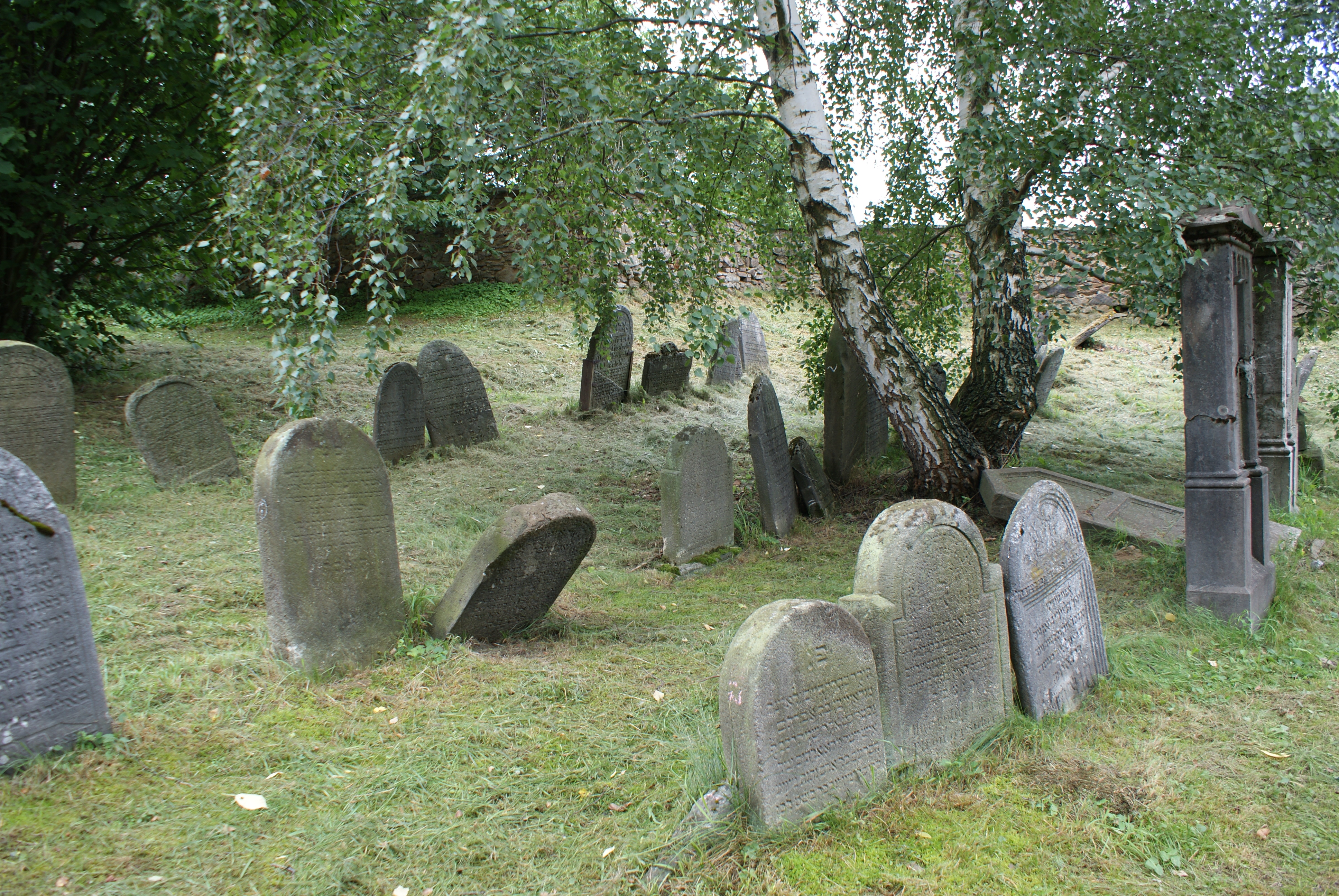
Grabsteine

Der Jüdische Friedhof in Janovice nad Úhlavou (deutsch Janowitz an der Angel), einer Stadt im Okres Klatovy in Tschechien, wurde 1723 angelegt. Der jüdische Friedhof ist seit 1988 ein geschütztes Kulturdenkmal.
Der jüdische Friedhof wurde auch von jüdischen Familien aus Glosau (Dlažov) und Wihorschau (Běhařov) genutzt.